# Châtillon (famiglia)
La dinastia di Châtillon è una famiglia nobiliare, tra le più antiche di tutta la cristianità, la cui origine risale al IX secolo; il nome è stato mantenuto anche dopo il matrimonio nel 1659 di Francesco Wolbock e Marguerite de Châtillon Harzillemont, ultima discendente della antica casa di Châtillon sur Marne.

## Origini
Il nome deriva da una contea della provincia di Champagne, chiamata Châtillon-sur-Marne che fu anche capoluogo, e formò i villaggi di Pol, Blois, Penthièvre, Chartres, etc. La Signoria di Châtillon-sur-Marne possedeva vasti feudi e si alleò con molteplici case reali. Il primo capostipite documentato fu Ursus de Châtillon (830-880).

## Membri
- Eudes de Châtillon, beato, che fu papa con il nome di Papa Urbano II;
- Rinaldo di Châtillon, Principe, che prese parte alla Seconda crociata, amministrò il Principato d'Antiochia e fu fatto prigioniero dei mussulmani;
- Gaucher III de Châtillon (1219), Sénéchal di Bourgogne che accompagnò il Re di Francia Filippo II di Francia in Terra santa e si distinse nell'assedio di Acri e nella Battaglia di Bouvines[2];
- Gaucher V de Châtillon (1249- 1329) l'ultimo figlio di Gaucher III de Châtillon, Connestabile di Francia con Philippe le Bel e ministro di Louis X; padre di Jean II de Châtillon, Grand Maître de France;
- Charles de Châtillon (1319-† 1364), meglio conosciuto con il nome di Charles de Blois, discendente di un ramo collaterale della dinastia che possedette la contea di Blois e di Champagne.
- Jean de Châtillon (?-1363), Grand Maître de France.
- Hugues II de Châtillon, morto nel 1307, "Grand-Maître des arbalétriers".
- Jacques de Châtillon, nato nel 1365 e morto nel 1415 nella Battaglia di Azincourt, Ammiraglio di Francia.

## Altre famiglie de Châtillon
Questa dinastia non deve essere confusa con quella di Châtillon-sur-Loing, che produsse anch'essa alcuni uomini celebri, tra cui i tre fratelli Coligny: Gaspard de Châtillon, François d'Andelot e Odet de Coligny, cardinale de Châtillon.